# Maremma

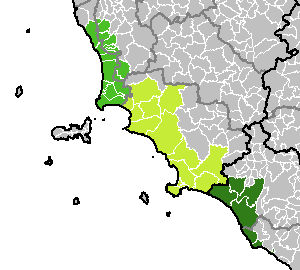
Mapa geográfica de la Maremma

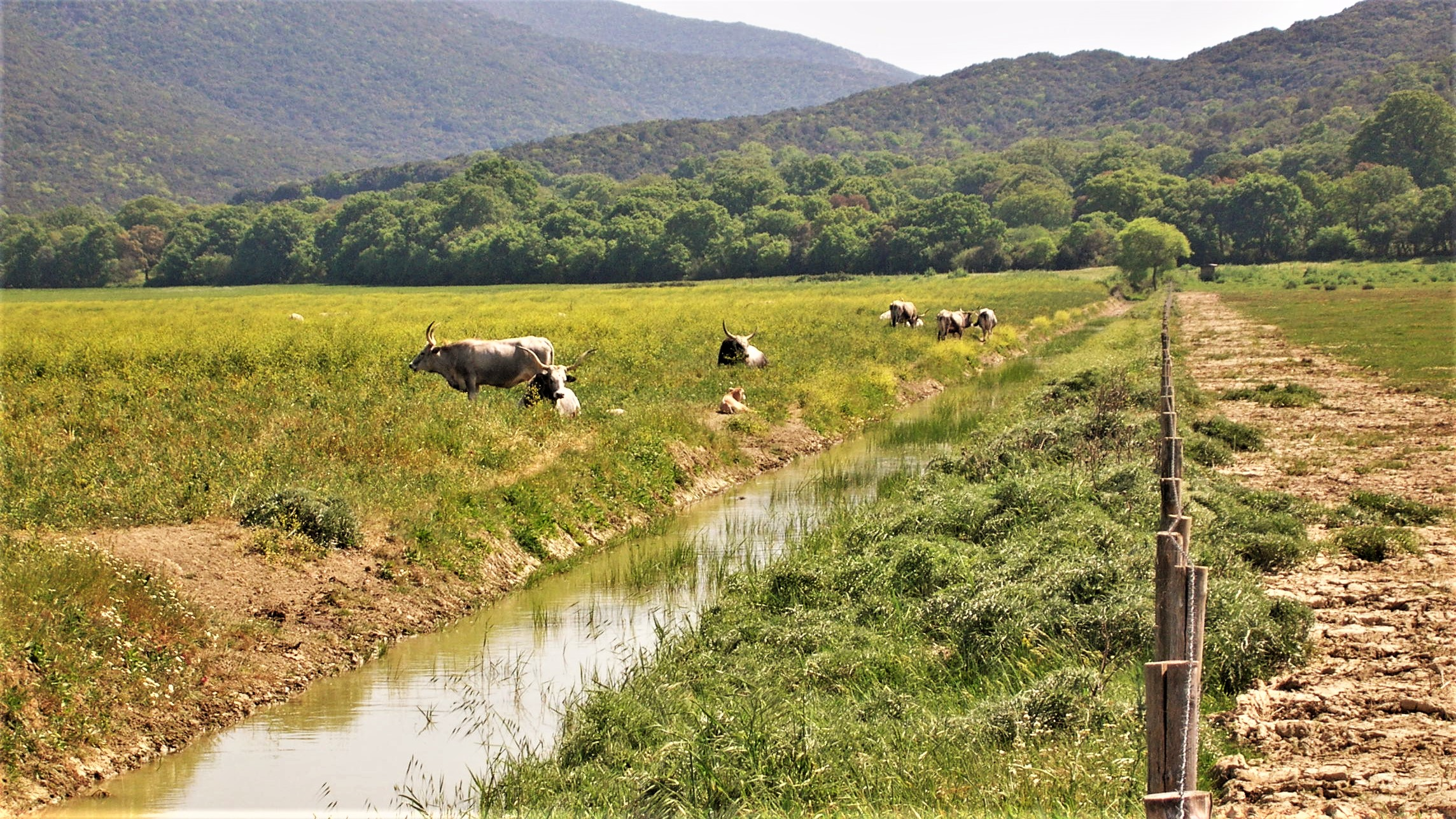
Paisaje de la región

La Maremma es una región geográfica y cultural italiana, situada entre las regiones administrativas de Toscana y Lacio. La ciudad principal es Grosseto.

## Límites geográficos
La Maremma es un territorio vasto y de confines difícilmente definibles que queda frente al mar Tirreno. Convencionalmente, se subdivide en tres zonas:
- La Maremma livornese o Maremma pisana, llamada también la Alta Maremma o Maremma Settentrionale,[2] interesa a gran parte de la provincia de Livorno y algunas zonas anteriores a las colinas de la provincia de Pisa, que se extienden en la parte septentrional a lo largo de la costa y el inmediato interior entre Rosignano Marittimo y Piombino, comprendiendo las primeras laderas de las colinas del valle de Cecina, valle de Cornia y de la vertiente noroeste de las Colline Metallifere. Entre las localidades principales están Cecina, Bolgheri, Castagneto Carducci, Campiglia Marittima, Suvereto, San Vincenzo, Populonia y Piombino.

- La Maremma grossetana (también Maremma senese), o Maremma propiamente dicha: la parte central, en la provincia de Grosseto (Toscana), a lo largo de la costa entre el golfo de Follonica y la desembocadura del torrente Chiarone que se proyecta al mar al sur del promontorio del Argentario, comprende también la parte baja del valle del Ombrone y las Colline dell'Albegna y del Fiora. Entre la localidad principal Grosseto, Follonica, Porto Santo Stefano, Castiglione della Pescaia y Orbetello, sobre la costa es Massa Marittima, Roccastrada, Montemassi, Vetulonia,  Pitigliano, Sorano, Sovana y Saturnia que surgen en la zona colindante interna. A su vez, la Maremma grossetana se divide en tres partes:
  - al norte la llanura del río Pecora, attorno al golfo de Follonica, comprendiendo gran parte del territorio comunal de Follonica y la fachada marítima del municipio de Scarlino, limitada al sur del promontorio de Punta Ala;
  - al centro la llanura del Ombrone que ocupa los territorios comunales de Castiglione della Pescaia, Grosseto y el tramo costero del municipio de Magliano in Toscana, entre Punta Ala y los Monti dell'Uccellina;
  - al sur la llanura del río Albegna que implica a los municipios de Orbetello , Manciano, y la llanura del Fiora, comprendida en el municipio de Capalbio, donde se encuentra el lago de Burano y ya en territorio del Lacio, separada entre sí por el promontorio de Ansedonia; comprende también el promontorio del Argentario y la laguna de Orbetello.

- Maremma laziale, la parte meridional, se extiende en la parte occidental de la provincia de Viterbo y al extremjo noroccidental de la provincia de Roma (Lacio), a lo largo de la costa del Alto Lazio y la tierra inmediata planicies y colinas de Tuscia, entre la desembocadura del torrente Chiarone y los montes de la Tolfa que la separan del Agro Romano. Entre las localidades principales de la zona se encuentran Vulci, Montalto di Castro, Tarquinia, Tuscania, Bracciano y Civitavecchia. Marittima es un término hoy en desuso que indicaba la prolongación en un territorio geográficamente afín hasta el Tíber a lo largo de la costa hacia el sur hasta Terracina; en el pasado estaba cubierto de bosques y pantanos (Acilia, Agro Pontino).

## Historia
Antes de la conquista romana, la región de Maremma fue habitada por la antigua civilización de los etruscos.  En la Edad Media, la costa de Maremma se convirtió en un territorio pantanoso y mortal, debido a la malaria.  
La región fue desecada entre los siglos XIX y XX y repoblada con migrantes que venían de otras regiones italianas como Véneto, Abruzzo, Campania.
Hoy en día, el término Maremma se ha convertido en sinónimo de la provincia de Grosseto.

## Recursos
Dotada de recursos naturales y medioambientales, la Maremma es hoy un destino turístico internacionál en el que han sobrevivido tradiciones antiguas y la cultura maremmana. Es promocionada como destino de turismo rural y balneário.
Junto con el turismo, la principal fuente económica es la agricultura.
La villa de Scansano está dentro de la Maremma y destaca por su vino Morellino di Scansano, que se realiza a partir de uvas morellino cultivadas localmente.
Montecucco y Monteregio son los otros dos vinos populares denominación de origen controlada que se producen en la Maremma.

## El ganado de la Maremma y los Butteri
En la Maremma, las vacas de Maremma y los Butteri, los vaqueros tradicionales italianos, juegan un papel central en la cultura y la agricultura locales. Las vacas de Maremma, conocidas por sus largos cuernos y su robusta constitución, pastan en las vastas llanuras de la Maremma. Estos bovinos semisalvajes son cuidados por los Butteri, cuyas tradiciones se remontan a la antigüedad. Los Butteri son famosos por sus excepcionales habilidades ecuestres y su profundo entendimiento de la cría de ganado. Un evento histórico que destaca las habilidades de los Butteri es su victoria en un concurso amistoso contra Buffalo Bill y sus vaqueros en 1890, demostrando las capacidades superiores de los Butteri en el manejo del ganado. Esta tradición viva subraya la profunda conexión de la región con su historia agrícola y contribuye a la preservación del patrimonio cultural de la Maremma.